# Norimasa Nakanishi
Norimasa Nakanishi (japanisch 中西 規真 Nakanishi Norimasa; * 11. April 1991 in der Präfektur Hyōgo) ist ein ehemaliger japanischer Fußballspieler.

## Karriere
Nakanishi erlernte das Fußballspielen in der Schulmannschaft der Takigawa Daini High School und der Universitätsmannschaft der Nippon Sport Science University. Seinen ersten Vertrag unterschrieb er 2014 bei YSCC Yokohama. Der Verein spielte in der dritthöchsten Liga des Landes, der J3 League. Für den Verein absolvierte er 128 Ligaspiele. Ende 2019 beendete er seine Karriere als Fußballspieler.